# Aninoasa
Aninoasa (en hongarès: Aninósza o Aninószabányatelep) és una ciutat del comtat de Hunedoara a la regió de Transsilvània de Romania. La ciutat es troba a la vall de Jiu, que és una conca de carbó, i molts dels residents de la ciutat són miners de carbó. La major part de la ciutat es va construir al llarg del rierol Aninoasa, i la ciutat està separada en dues zones pel riu West Jiu. "Anin" significa "vern" en romanès.
Aninoasa és la ciutat més antiga del comtat de Hunedoara, esmentada ja el 1453 dC. Administra un poble, Iscroni (Alsóbarbatyeniszkrony). Segons el cens del 2011, la ciutat tenia 4360 habitants, dels quals el 88,18% dels habitants eren romanesos, el 7,1% gitanos i el 4,18% hongaresos.
Es va convertir oficialment en una ciutat el 1989, com a resultat del programa de sistematització rural romanès.